# 此経啓助
此経啓助（これつね けいすけ、1942年（昭和17年）7月2日 - ）は、日本の宗教学者。宗教関係の情報の収集および分析、出版活動を行なう。

## 経歴
東京生まれ。1966年日本大学芸術学部文芸学科を卒業。70年日本大学芸術学部助手となった後、1976年インドのビハール州立マガダ大学の講師となる。帰国後1985年宗教考現学研究所所長、2003年日大芸術学部教授。2013年定年退任、「21世紀の仏教を考える会」事務局長。

## 著書
- 『アショカとの旅 インド便リ』現代書館 1978
- 『明治人のお葬式』現代書館、2001
- 『都会のお葬式』NHK出版・生活人新書、2002
- 『仏教力テスト』生活人新書、2005

### 共著
- 『東京お寺もーで：楽しい仏教ワールドのおすすめスポット!!』安東玲子共著（日本地域社会研究所）コミュニティ・ブックス 2004